# Digitaria filiformis
Digitaria filiformis är en gräsart som först beskrevs av Carl von Linné, och fick sitt nu gällande namn av Georg Ludwig Koeler. Digitaria filiformis ingår i släktet fingerhirser, och familjen gräs.

## Underarter
Arten delas in i följande underarter:
- D. f. dolichophylla
- D. f. laeviglumis